# Sanfilippodytes brumalis
Sanfilippodytes brumalis is een keversoort uit de familie waterroofkevers (Dytiscidae). De wetenschappelijke naam van de soort is voor het eerst geldig gepubliceerd in 1930 door Brown.